# Puto trivenosus
Puto trivenosus är en insektsart som först beskrevs av Ernst Friedrich Germar och Berendt 1856.  Puto trivenosus ingår i släktet Puto och familjen ullsköldlöss. Inga underarter finns listade i Catalogue of Life.